# さよならをもう一度 (尾崎紀世彦の曲)
「さよならをもう一度」（さよならをもういちど）は、尾崎紀世彦の楽曲。1971年7月25日、3枚目のシングルとして日本フォノグラムより発売。規格品番はFS-1203。

## 解説
シングル曲「さよならをもう一度」と収録アルバム『尾崎紀世彦セカンド・アルバム』は、1971年7月25日に同時リリースされた。
前作のヒット曲「また逢う日まで」に続く1位獲得にはならなかったが、オリコンシングルチャート2位、同チャート集計売上は44.4万枚を記録した。
1999年の映画『のど自慢』（監督：井筒和幸）の本編では、竹中直人がのど自慢会場で、白いスーツに蝶ネクタイで歌うシーンがある。また予告編では、短いイントロからスキャットで始まる楽曲の特徴を生かして、竹中が冒頭で「ラ〜」と歌い始めた瞬間に「鐘ひとつ」という別テイクも使われた。
尾崎本人も、2008年4月に鹿児島県垂水市で開催された『NHKのど自慢』にゲスト出演、同曲を歌唱した。

## 収録曲
- 両曲とも、作詞：阿久悠、作曲・編曲：川口真

1. さよならをもう一度 (2:51)
2. 夕やけの誓い (2:39)

## 収録アルバム
オリジナル・アルバム
- 『尾崎紀世彦セカンド・アルバム』 (#07) 1971年

コンピレーション・アルバム
- 『GOLDEN☆BEST 尾崎紀世彦』 (#02) 2003年
- 『-SPECIAL BOX- 尾崎紀世彦の世界』 (disc:4 #02) 2007年
- 『ザ・プレミアム・ベスト尾崎紀世彦』 (#02) 2009年

他多数
- 『移りゆく時代 唇に詩 〜阿久悠大全集〜』1996年[5]
- 『続・青春歌年鑑 '71 PLUS』 (#07) 2002年
- 『川口真 作品集〜手紙〜』 (disc1 #17) 2012年

## リリース日一覧
| リリース日     | 規格     | 規格品番     | 摘要                                                                             |
| -------------- | -------- | ------------ | -------------------------------------------------------------------------------- |
| 1971年7月25日  | 7インチ  | FS-1203      | オリジナル盤                                                                     |
| 1975年         | EP       | FX-3008      | コンパクト盤 c/w『また逢う日まで / 愛する人はひとり / こころの炎燃やしただけで』 |
| 1976年         | 7インチ  | FX-2019      | c/w「また逢う日まで」両A面                                                       |
| 1979年         | 7インチ  | 7PL-1508     | c/w「また逢う日まで」両A面                                                       |
| 1979年10月25日 | 7インチ  | 6PL-2020     | c/w「雪が降る」両A面                                                             |
| 2010年9月15日  | MP3、AAC | 音楽配信     | 『GOLDEN☆BEST 尾崎紀世彦』 (#02)                                                 |
| 2013年9月25日  | CD-R     | VODL-30852   | オリジナル・レコードのオンデマンドCD復刻                                         |
| 2015年4月15日  | ハイレゾ | デジタル配信 | ハイレゾx名曲 また逢う日まで/さよならをもう一度                                  |

## カバー
さよならをもう一度
- フランク永井（1971年、カバー・アルバム『琵琶湖周航の歌』収録）
- 欧陽菲菲（1971年、アルバム『雨の御堂筋』収録）
- サム・テイラー（1971年、コンパクト盤『サム・テイラー・デラックス』収録）
- 寺内タケシとブルージーンズ（1971年、アルバム『歌のないエレキ歌謡VOL.3』収録）
- 劉文正（1978年、アルバム『沉思』収録、「懷念」の題名で中国語カバー）
- 甄妮（1983年、アルバム『愛定你一個』収録、「這不是天意」の題名で広東語カバー）
- 今陽子（2013年、アルバム『今昔歌〜ピンキーの男唄〜』収録）
- 水谷豊（2015年、アルバム『時の旅人 2015』収録）
- 中井智彦（2016年、アルバム『私の歌を聴いてくれ』収録）
- 桑田佳祐（2019年、ライブ・ビデオ『平成三十年度! 第三回ひとり紅白歌合戦』収録）
- 石井竜也（2020年、アルバム『TOUCHABLE』収録）
- 錦織一清 (2023年、アルバム『歌謡 Style Collection』収録)